# Archivo Nacional Jane Cameron
El Archivo Nacional Jane Cameron (en inglés: Jane Cameron National Archives) son los archivos nacionales oficiales del gobierno del territorio británico de ultramar de las Islas Malvinas. Los primeros registros de la administración colonial del Reino Unido fueron iniciadas por el primer gobernador británico de las islas, Richard Moody, en 1841. Los registros se mantuvieron inicialmente en la municipalidad de Puerto Argentino/Stanley y el edificio de la Secretaría Colonial y se mantuvieron casi intactos, a pesar de dos incendios en 1944 y 1959.
En 1989, el gobierno colonial de las islas creó el cargo de Archivista del Gobierno para cuidar de los archivos. La primera titular del cargo fue Jane Cameron, nacida en 1950 y residente en Puerto San Carlos, era la nieta de un exgobernador británico y hermana de Sukey Cameron, representante del gobierno isleño en Londres. Los archivos fueron trasladados a un nuevo edificio ubicado en la calle Jeremy Moore de la capital isleña en 1998.
El 26 de diciembre de 2009, Jane Cameron murió a causa de las lesiones que había sufrido el mes anterior en un accidente automovilístico en Puerto Madryn, en la Argentina continental. En 2010 se cambió el nombre de los archivos en su honor y se los denominó oficialmente como los archivos nacionales de las islas.